# أنيتا هوارد
أنيتا هوارد (بالإنجليزية: Anita Howard)‏ (و. 1969  م) هي منافسة ألعاب القوى أمريكية، ولدت في الولايات المتحدة.

## روابط خارجية
- أنيتا هوارد على موقع الاتحاد الدولي لألعاب القوى (الإنجليزية)